# Campe (braunschweigisches Adelsgeschlecht)

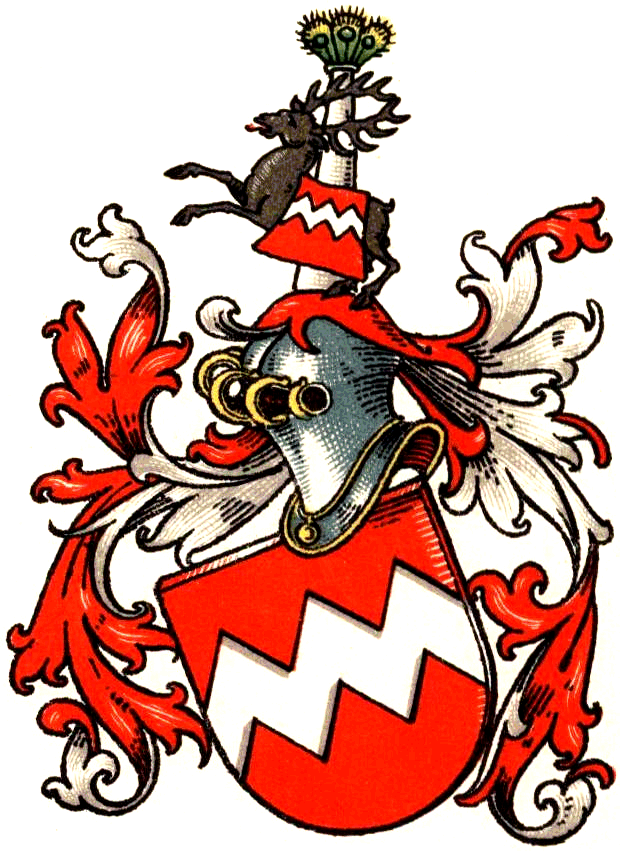
Stammwappen derer von Campe

Campe, auch Campe(n) von Isenbüttel oder Campe aus dem Haus Campe, ist der Name eines alten braunschweig-lüneburgischen Adelsgeschlechts. Die Familie gehört zum Uradel in Niedersachsen.
Die hier behandelte Familie ist von den namensgleichen, aber nichtverwandten und wappenverschiedenen Adelsgeschlechtern Campe (Emsland), Campe (Hildesheim), Campe (Kirchberg) und Campe (Poggenhagen) zu unterscheiden.

## Geschichte

### Herkunft
Das Familienwappen erscheint erstmals als Siegel des sächsischen Truchsesses Jordan in einer undatierten Urkunde aus der Zeit von 1212 bis 1215. Um das Jahr 1268 werden Badewinus et Heinricus fratres dicti de Campe mit Siegel und unter dem Beinamen Blankenburg urkundlich erwähnt. Die ununterbrochene Stammreihe des Geschlechts beginnt mit dem Ritter und Truchsess Jordan von Campe auf Wettmarshagen und Neindorf, der in den Jahren 1282 und 1316 in Urkunden erscheint.
Namensgebendes Stammhaus ist die bei Braunschweig gelegene Burg Campen in Flechtorf, einem Ortsteil der Gemeinde Lehre im Landkreis Helmstedt in Niedersachsen. Die Burg wurde 1279 erstmals urkundlich erwähnt, ist aber wahrscheinlich schon viel früher zum Schutz der Handelsstraße von Braunschweig in die Altmark errichtet worden. 1279, im Jahr der Ersterwähnung, wurde die Burg von Truppen der Herzöge Heinrich I. und Albrecht II. erobert. Sie führten eine Fehde gegen ihren Onkel, den Bischof Otto von Hildesheim und nahmen in der Burg 70 seiner Vasallen gefangen.
Nach dem Jahrbuch des Deutschen Adels waren die von Campe ein Zweig der uralten Adelsfamilie von Blankenburg, die seit dem Jahre 1120 mit Bernhard und Erich als Burgmannen zu Blankenburg bezeugt sind. Die Herren von Blankenburg bekleideten unter Kaiser Lothar und Herzog Heinrich dem Löwen das braunschweigische Kämmerer-, Truchsessen- und Schenkenamt, die noch Jahrhunderte später auf Familienangehörige übergingen. Während des 13. Jahrhunderts sollen sich vom Hauptstamm mehrere Äste, die sich nach ihren neuen Stammsitzen von Campe, von Neindorf und von Bodendik benannten, abgezweigt haben. Demnach sollen auch alle Geschlechter, bis auf die von Campe und die wahrscheinlich dazugehörenden von Meding, erloschen sein.

### Ausbreitung und Persönlichkeiten
Anno von Blankenburg und von Campe, ein Sohn des Stammvaters Jordan und dessen Frau Gertrud von Wenden, wird von 1307 bis 1342 in Urkunden genannt. Er war Herr auf Isenbüttel, Wettmershagen und Fallersleben sowie Knappe und Truchsess. Aus seiner Ehe mit Margarethe von Garssenbüttel ging Jan von Campe, urkundliche Nennung von 1331 bis 1371, hervor. Jan war Herr auf Isenbüttel, Fallersleben und Essenrode und herzoglicher Knappe und Vogt zu Wolfenbüttel. Er heiratete Ilsabe von dem Knesebeck. Ihr Nachkomme in der sechsten Generation war Jan von Campe auf Isenbüttel, Wettmershagen und Oehren. Er erscheint urkundlich von 1549 bis 1600 und war der Sohn von Heinrich von Campe († 1546) und dessen Frau Ilse von Mandelsloh. Jan wurde herzoglich braunschweig-lüneburger Hauptmann zu Heimburg. Er war zweimal verheiratet, in erster Ehe mit Sophie von Ahlden und in zweiter Ehe mit Sophie von der Schulenburg aus dem Haus Beetzendorf.
Zu seinen Nachkommen gehörte Werner Heinrich von Campe (* 1684; † 1743) auf Isenbüttel, Oehren und Wettmershagen, der zum Königlich Großbritannischen und Kurfürstlich Braunschweig-Lüneburgischen Hofrichter sowie zum ältesten Cellischen Landrat (zum Landschaftsdirektor präsentiert) ernannt wurde. Er starb am 16. Juli 1743. Aus seiner 1720 geschlossenen Ehe mit Dorothea Louise von Krosigk (* 1697; † 1749), einer Tochter von Bernhard Friedrich von Krosigk, ging Sohn Heinrich Wilhelm August (* 1722; † 1781) hervor. Er wurde, ebenso wie sein Vater, königlich britischer und kurfürstlich braunschweig-lüneburgischer Hofrichter sowie Oberhauptmann zu Eicklingen. Er war seit 1760 mit Louise Antoinette Charlotte von Weferlingen († 1775) und ab 1777 mit Wilhelmine Charlotte Amalie von Behr vermählt. Sein Sohn aus zweiter Ehe, Ernst Georg Ludwig von Campe (* 1781; † 1829) auf Isenbüttel, Oehren, Wettmershagen und Nienhagen im Königreich Hannover und Hülseburg, Presek und Vortsahl (beides Ortsteile von Hülseburg) im Großherzogtum Mecklenburg-Schwerin, erhielt vom König Jérôme von Westfalen, dem Bruder von Napoleon, 1813 eine Anerkennung des Freiherrenstandes. Er war königlich britischer und kurhannoverischer Geheimrat und Landdrost sowie Ritter des Johanniterordens. Aus seiner 1806 zu Hoya geschlossenen Ehe mit Mathilde Albertine Wilhelmine von Staffhorst (* 1787; † 1833) gingen sechs Kinder, drei Söhne und drei Töchter, hervor.
Amalie Juliane von Campe (* 1807; † 1856), die älteste Tochter des Paares, heiratete 1828 in Hannover den königlich hannoverischen Regierungsrat Georg Friedrich Hilmar Graf von Kielmansegg. Von ihren Brüdern war Karl August Alexander Ernst von Campe (* 1817; † 1853) Herr auf Isenbüttel, Oehren und Nienhagen. Aus seiner Ehe mit Adolfine Wilhelmine Auguste von Witzleben (* 1829; † 1893) kamen sechs Kinder, von denen sich zwei in den USA niederließen und dort heirateten. Albert Hans August Freiherr von Campe (* 1819) auf Isenbüttel, Oehrenfeld, Wettmershagen, Jelpke und Oehrenholz im Amt Gifhorn im Königreich Hannover, sowie Hülseburg, Presek und Vorsahl im Großherzogtum Mecklenburg-Schwerin, ein weiterer Bruder von Amalie Juliane und Karl August Alexander Ernst, wurde königlich hannoverischer Kammerherr und Ehrenritter des Johanniterordens. Er heiratete 1847 Karoline Auguste Elisabeth Gräfin von Westphalen zu Fürstenberg (* 1826; † 1873) und erhielt 1878 eine Anerkennung des Freiherrenstandes. Das Paar hinterließ drei Söhne und eine Tochter.
Balduin Gottlieb Joseph Freiherr von Campe (* 1851), königlich sächsischer Major außer Dienst, diente zuletzt im 2. Ulanenregiment Nr. 18 und war ein Sohn von Albert Hans August. Er wurde am 10. April 1912 unter der Nummer 394 in das königlich sächsische Adelsbuch eingetragen. Wegen des Besitzes bzw. Teilbesitzes zahlreicher Güter im Königreich Hannover gehörte die Familie zum ritterschaftlichen Adel der Lüneburgischen Landschaft.

### Standeserhebungen
Ernst von Campe, auf Isenbüttel, Wettmershagen und Nienhagen, erhielt am 10. Juli 1813 zu Kassel eine westphälische Anerkennung des Freiherrenstandes, die allerdings im späteren Königreich Hannover keine Anerkennung fand. Der königlich preußische Sekondeleutnant im 2. Gardeulanenregiment Asan von Campe, auf Nienhagen, erhielt am 20. März 1876 zu Berlin eine preußische und Albert von Campe auf Wettmershagen am 26. Juni 1878 zu Schwerin eine mecklenburg-schweriner Anerkennung des Freiherrenstandes.

## Wappen

### Familienwappen
Das Wappen zeigt in Rot einen silbernen Zickzackbalken, oben mit fünf ganzen, unten mit vier ganzen und zwei halben Spitzen. Auf dem Helm mit rot-silbernen Helmdecken ein schwarzer Hirsch mit einer wie im Schild bezeichneten roten Decke vor einer mit einem natürlichen Pfauenwedel besteckten silbernen Säule. Als Schildhalter zwei goldenen Greife.
Der Wahlspruch lautet: Perseverando

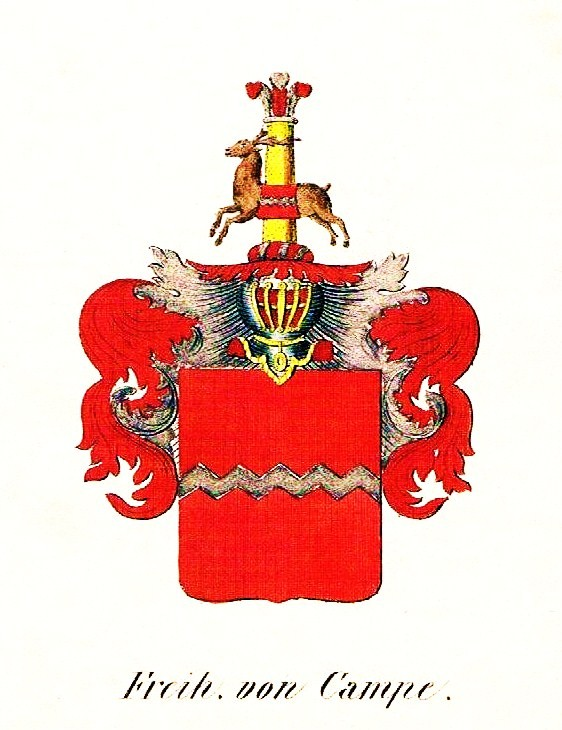
Wappen der Freiherren von Campe von 1840
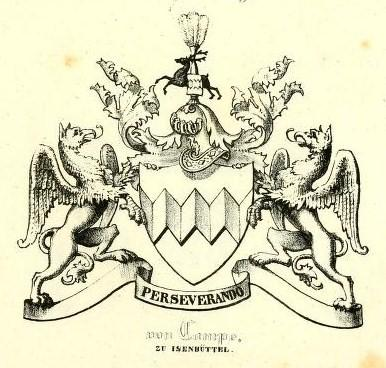
Wappen der Freiherren von Campe zu Isenbüttel 1852
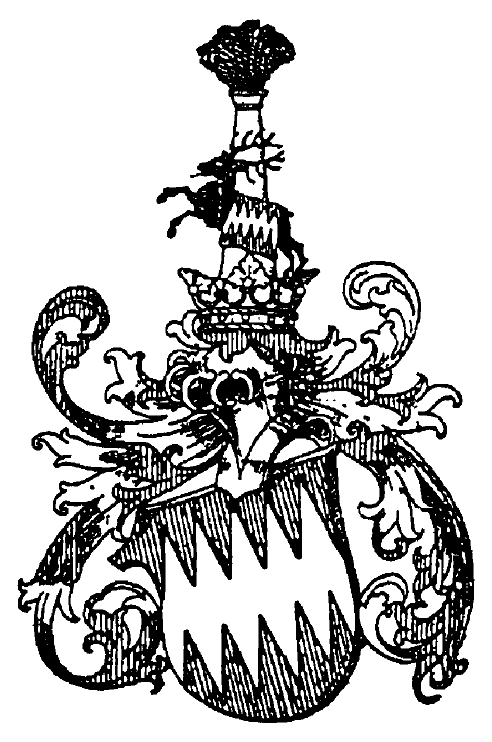
Wappen derer von Campe von 1896

### Wappengeschichte
Das Wappen erscheint schon früh, zwischen 1212 und 1215, auf Abdrücken von Petschaften. Auf einem Siegel der Familie aus dem Jahre 1297 erscheint der silberne Zickzackbalken mit langen Spitzen. Der dreieckige Schild ist schwarz bzw. eisenfarben. Auf einem Siegel von 1320 erscheint als Helmzier ein Pfauenwedel mit fünf Federn. Siegel aus den Jahren 1330, 1344 und 1368 zeigen die Spitzen des Balkens eben so geformt. Auf älteren Siegeln variiert die Anzahl der Spitzen, meist fünft, selten vier und noch seltener drei.
Auf einer Wappenabbildung aus dem Jahre 1530 ist der Helm mit einer rot-silbernen Wulst bedeckt und trägt zwei rote, mit einem gestürzten, silbernen Sparren belegte, Büffelhörner ohne Mündung. Auf einer weiteren Abbildung eines Siegels trägt der Helm eine silberne, mit einem grünen Pfauenschweif besteckte Säule, neben der ein schwarzer Hirsch läuft. Der Hirsch ist mit einer roten Turnierdecke belegt und der silberne Balken hat sechs Spitzen. Der Hirsch erscheint bereits auf einem Siegel aus dem Jahre 1345, dort mit ausgeschlagener Zunge und mit einer Turnierdecke, die um den Hals herumläuft und in zwei längeren Streifen bis an die Klauen herabhängt. Der Balken zeigt fünf Spitzen.
In Johann Siebmachers Wappenbuch, Tafel 179, erscheint das Wappen als v. Campen bei Braunschweigischen. In der Blasonierung wird der Balken als Sparren aufgeführt und hat oben drei ganze und unten zwei ganze und zwei halbe Spitzen. Der Hirsch, „an seiner Farbe“ springt links und die Säule ist mit drei Pfauenfedern besteckt. Im Wappenbuch des Königreiches Hannover, C12 und Seite 5, hat der Balken oben drei ganze und zwei halbe, und unten zwei ganze und zwei halbe Spitzen. Der Schaft ist mit drei Pfauenfedern besteckt, der Hirsch ist schwarz. Als Schildhalter zwei goldene, einwärtssehende Greife. Im Mecklenburgischen Wappenbuch, X 37, ist der Helm mit einer von Rot und Silber siebenmal gewundenen Wulst bedeckt.
In Kneschkes Wappen der deutschen freiherrlichen und adeligen Familien führen die von Campe: „Im roten Schild einen zehnmal gezogenen, oder oben fünf ganze, unten aber vier ganze und zwei halbe Spitzen zeigenden, silbernen Querbalken. Auf dem Schild steht ein Helm, welcher eine goldene, mit drei Straußenfedern besteckte Säule trägt, vor welcher ein mit einer roten, mit dem silbernen, spitz gezogenen Balken des Schildes belegten, herabhängenden Decke bedeckter Edelhirsch mit achtendigem Geweih nach der Rechten frei vorüber gejt. Von den Straußenfedern sind die äußeren silbern und der überhängende Teil rot, die mittlere aber rot und der überhängende Teil silbern. Die Helmdecken sind rot und silbern.“